# Séquençage par nanopores

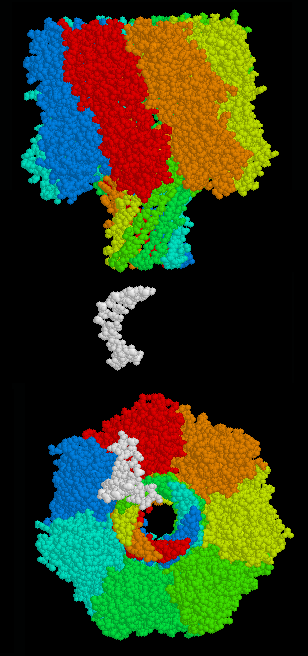
Illustration d'un pore de l'alpha-hémosyline (composé de 7 sous-unités identiques, représentées par 7 couleurs).

Le séquençage de l'ADN par les nanopores est une méthode utilisée depuis 1995,. Elle permet de déterminer l'ordre dans lequel les nucléotides sont disposés sur un fragment d'ADN donné à l'aide de nanopores (trou avec un diamètre de l'ordre du nanomètre).
Des protéines cellulaires transmembranaires possédant des petits pores peuvent agir comme des nanopores. Des nanopores peuvent également être construits dans un résidu de silicium simplement en y effectuant un trou d'une dizaine de nanomètres. Le morceau de silicium est par la suite rempli lentement par sculptage à l'aide de faisceau d'ions.
Le graphène peut également être utilisé comme substrat synthétique pour les nanopores semi-conducteurs.

## Description générale
Lorsqu'un nanopore est immergé dans un liquide conducteur, un courant électrique, issu de la conduction des ions, le traverse. La quantité de courant dépend de la taille, de la forme et de la concentration en particules du nanopore. Ainsi, si des molécules ou des nucléotides simples provenant des brins d'ADN traversent le nanopore (phénomène de translocation), le courant est modifié.
En général, la quantité de courant qui peut passer dans le nanopore diffère dépendamment si le nanopore est obstrué par un A, un T, un G ou un C ou encore d'une section d'ADN incluant plusieurs de ces bases. La quantité de courant qui traverse le nanopore permet de faire une lecture directe de la séquence d'ADN. Cette approche du séquençage de brin est commercialisée par Oxford Nanopore Technologies. Éventuellement, un nanopore peut être utilisé pour identifier les nucléotides de l'ADN individuellement, comme s'ils passaient dans le nanopore dans le bon ordre. Cette approche est publiée par Oxford Nanopore Technologies et le professeur Hagan Bayley.
En utilisant le séquençage par le nanopore, une seule molécule d'ADN peut être séquencée, sans avoir besoin d'une étape d'amplification par PCR ou encore d'une étape d'étiquetage chimique nécessitant des instruments optiques pour identifier cette étiquette chimique.

## Types de nanopores
Il existe plusieurs types de nanopores. Ils sont divisés en trois grandes catégories : les nanopores biologiques, les synthétiques semi-conducteurs et les hybrides. Parmi eux, ce sont les nanopores de la catégorie biologique qui permettent le séquençage d'ADN.

### Hémolysine alpha

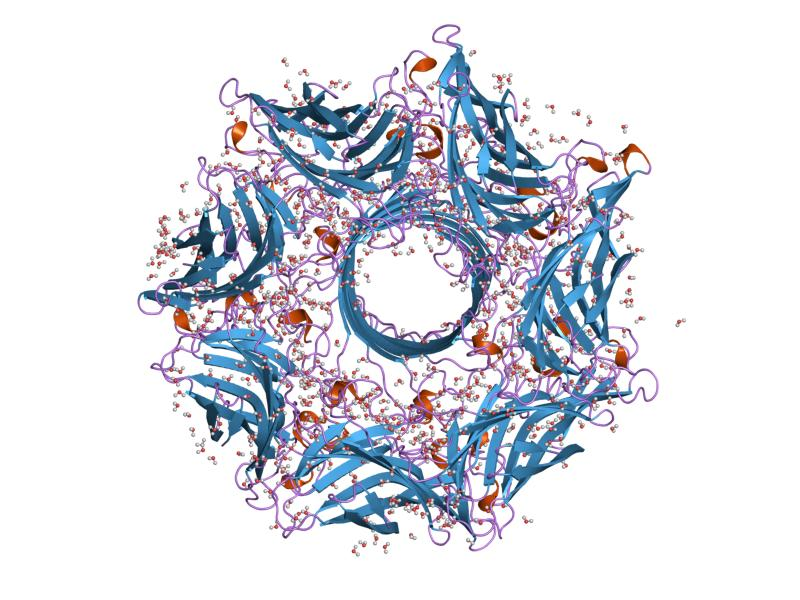
Vue d'une molécule d'hémolysine alpha.

L'hémolysine alpha est un nanopore provenant de la bactérie Staphylococcus aureus qui provoque la lyse des globules rouges. C'est un pore transmembranaire hépatique d'environ 10 nm de long relié à deux canons transmembranaires d'une longueur de 5 nanomètres (nm). La structure de l'hémolysine alpha est avantageuse pour identifier des bases spécifiques qui se déplacent à travers elle. Ainsi, des études ont démontré que les 4 bases azotées constituant l'ADN peuvent être identifiées par le courant ionique mesuré à travers ce nanopore. Sa structure intrinsèque lui permet également de détecter d'autres petits analytes, par exemple des ions métalliques et des petites molécules organiques,.
Ces protéines sont capables de s'introduire de manière spontanée dans la bicouche des membranes cellulaires. Elles sont très résistantes au pH et sont stables thermiquement. Elles fonctionnent à des températures qui atteignent les 100 degrés Celcius.
Des travaux sont menés afin d'amener ce nanopore à pouvoir séquencer de longues lectures en y liant une exonucléase, permettant ainsi la séparation des bases. L'hémolysine alpha serait alors capable de les identifier successivement puisque le couplage avec l'enzyme aurait pour conséquence, en plus de séparer les bases, de ralentir la translocation de l'ADN à travers le pore.

### MspA

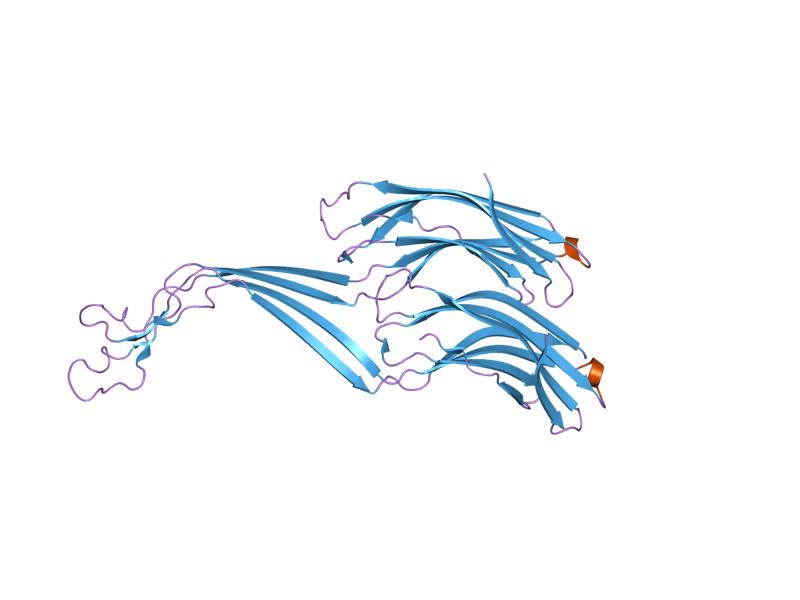
Illustration d'une molécule de MspA

La mycobactérie smegmatis porine (MspA) est un autre nanopore biologique qui permet de séquencer l'ADN. C'est un pore avec une structure quaternaire octamérique en forme d'entonnoir. Cette structure est davantage favorable au séquençage que celle de l'hémolysine alpha. Cette protéine a pour fonction le transport des molécules solubles dans l'eau à travers les membranes des cellules bactériennes. Ce sont les canaux MspA qui s'insèrent dans une bicouche membranaire qui sont considérés comment étant les nanopores. MspA est robuste, résistante aux variations de pH et fonctionne à des températures variant de 80 à 100 degrés Celsius.
Malgré le fait qu'elle possède une structure avantageuse, cette protéine possède un noyau négatif qui empêche la translocation de l'ADN simple brin. Ce nanopore est donc modifié, lorsqu'il est utilisé pour améliorer la translocation, en remplaçant les trois acides aminés chargés négativement qui le composent, soit les acides aspartiques, en asparagine, un acide aminé neutre. De cette façon, la détection du courant électrique des nucléotides est dix fois plus spécifique que dans le cas de l'hémolysine alpha.
Il existe d'autres nanopores biologiques tels que le CsgG et le Phi29 (en), mais ceux-ci n'ont pas encore fait leur preuve au niveau de leur capacité à permettre le séquençage de l'ADN.

## Différence avec les autres techniques
Cette technique de séquençage se distingue à plusieurs niveaux des autres techniques.
Tout d'abord, l'entretien de la réaction nécessite un ajout limité de composants chimiques. Ensuite, la technique, contrairement par exemple à l'amplification aléatoire d'ADN polymorphe, ne nécessite pas d'amplification d'ADN qui peut être génératrice d'erreurs. Comparée au séquençage enzymatique, elle nécessite moins de manipulations. Le séquençage par nanopores n'utilise qu'un volume d'échantillon très faible et la technique est peu coûteuse.
La réaction est très rapide et permet de fournir des lectures à haut débit ainsi que de réaliser de longues lectures d'ADN. Elle a la possibilité, à terme, de séquencer le génome humain en moins de 15 minutes[source insuffisante].

## Développements futurs

### Détecter des bases uniques
Les chercheurs visent à raffiner la méthode afin d'améliorer la résolution et détecter des bases uniques. Pour ce faire, deux aspects doivent être améliorés : la résolution et la vitesse de translocation.

#### Résolution
Il existe deux types de résolutions : la résolution spatiale et la résolution temporelle. Pour ce qui est de la résolution spatiale, comme les brins d'ADN ont plusieurs mètres de long, il est difficile de distinguer le signal d'un seul nucléotide. Quant à la résolution temporelle, il est difficile d'en obtenir une satisfaisante puisque l'ADN est en constant mouvement lors de la translocation et qu'il bouge selon certaines fluctuations. Il n'y a donc aucun moyen d'être certain du nombre exact de bases qui ont traversé le pore puisque les variations cinétiques occasionnent des signaux électriques qui diffèrent pour des séquences d'ADN identiques.

#### Vitesse de translocation
Puisque l'ADN possède une vitesse de translocation supérieure aux limites de détection électronique, la vitesse de translocation de l'ADN doit être contrôlée. Il a notamment été suggéré de créer deux sites de reconnaissance sur un nanopore d'hémolysine alpha afin augmenter les chances de reconnaissance d'une base,.

### Séquencer de longues lectures

Liens phosphodiester

Lorsque les liaisons phosphodiester sont brisées, le nucléotide qui est libéré ne se déplace pas à tous les coups vers l'endroit voulu, par exemple, vers le nanopore où il devrait être séquencé. Ce problème pourrait être résolu en liant l'exonucléase au nanopore où devrait se diriger le nucléotide. Ainsi, les chances qu'ils se dirigent dans cette direction serait augmentée, mais encore une fois, ne serait pas garanti.

### Diminuer l'incertitude
Le séquençage de l'ADN par les nanopores engendre une certaine incertitude mal quantifiée. Ainsi, par exemple, le pore d'hémolysine alpha possèderait une marge d'erreur plus élevée (10 à 25 %) que celle du MspA, avec lequel un taux d'erreur de 4 % a été déclaré par l'Oxford Nanopore Technologies.

## Commercialisation
Les laboratoires Agilent sont les premiers à avoir commercialisé les nanopores, mais n'ont pas fait de recherches quant à leur utilisation pour le séquençage de l'ADN.
L'Oxford Nanopore Technologies (en) est le premier distributeur d'appareils permettant de séquencer l'ADN avec les nanopores. Effectivement, ils sont à l'origine du MinION, un dispositif de séquençage portable. Diverses applications pour le dispositif ont maintenant été développées, y compris la surveillance environnementale ou pathogène, la recherche sur le génome et l'étude de l'ADN fœtal. L'entreprise a également développé le dispositif à haut débit PromethION. En 2016, ils ont même annoncé le premier téléphone mobile séquenceur, soit le SmidgION.
D'autres compagnies telles que Sequenom (en), NABsys et Genia sont aussi reconnues pour leur implication avec les nanopores. Sequenom a ainsi breveté la technologie nanopore de Harvard en 2007 en utilisant une approche qui combine les nanopores et les étiquettes fluorescentes. Cette technologie a ensuite été vendue à Noblegen. NABsys effectue des recherches pour utiliser les nanopores comme une méthode d'identification des zones d'ADN monocaténaire qui ont été hybridés avec des sondes d'ADN spécifiques. Finalement, Genia a déposé une demande de brevet sur une méthode de séquençage nanopore qui utilise une série de molécules d'ARN pour déduire la séquence de la molécule sur la base du modèle de progression retardée.

## Applications

### Diagnostic du cancer
Une étude publiée en 2021 présente une utilisation des capteurs nanopores à base d'α-hémolysine pour détecter de manière sélective des miARN à molécule unique dans des échantillons de plasma de patients atteints de cancer du poumon .